# Sobótka. Wydawnictwo na rzecz inwalidów literatury polskiej
«Sobótka». Wydawnictwo na rzecz inwalidów literatury polskiej – odpowiedź Cypriana Kamila Norwida z 1874 na zaproszenie do napisania tekstu do księgi zbiorowej poświęconej Goszczyńskiemu.

## O tekście
Sobótka stanowi gniewną odpowiedź Norwida na zaproszenie do napisania tekstu w księdze zbiorowej, z której dochód miał być przeznaczony dla Seweryna Goszczyńskiego, który obchodził we Lwowie jubileusz swojej pracy twórczej. Księga ukazała się we Lwowie w 1875 pod tytułem Sobótka. Księga zbiorowa na uczczenie pięćdziesięcioletniego jubileuszu Seweryna Goszczyńskiego, nawiązującym do znanego poematu Goszczyńskiego. Nie zawierała jednak żadnego tekstu Norwida.

## Treść
W zapalczywej odpowiedzi Norwid zauważa, że skakanie przez zapalone ognisko podczas Sobótki, zostało przez Słowian zapożyczone od Chazarów, a przez nich od Moabitów, którzy kładli w ogień Molochowi swe dzieci i że pod takim patronatem trudno pisać teksty religijne. Jest zdania, że wydanie, w kwestii inwalidów literatury, albumu jest o wiele poniżej powagi zagadnienia. A lepiej jest nie robić nic, niż ośmieszyć swym działaniem zagadnienie. Prawdziwi duchowni zabraniają zresztą organizowania balu dla ubogich. W innych społeczeństwach można zorganizować na taki cel koncert, lecz w Polsce literat Goszczyński, Tarnowski czy Giller nie cierpią wyjątkowo, lecz co do zasady. Nie ten czy ów, ale wszyscy od kilku stuleci. Świadczą o tym pomniki literaturyː Powrót na wieś Karpińskiego, Chudy literat Krasickiego i wszystkie biografie. Po kwestii włościańskiej, kolejną równie doniosłą jest los pracowników umysłowych w Polsce. W poprzedniej epoce caryca Katarzyna płaciła literatom. Później zapewniała im pensje prefektura Paryża po różnych katedrach i przytułkach. Dlatego wobec takiego stanu rzeczy nic nie pomoże album czy koncert.